# Charina bottae
Charina bottae (boa de goma del norte) es una especie de serpiente perteneciente al género Charina de la familia Boidae. Junto a la boa de goma del sur (Charina umbratica) son consideradas las únicas especies dentro de este género. Está catalogada como especie bajo preocupación menor en vista de la amplia gama, se presume una gran población, un gran número de ubicaciones, y porque es poco probable que disminuya lo suficientemente rápido como para incluirlo en una categoría más amenazada.

## Distribución geográfica
El rango se extiende desde el sur de la Columbia Británica hacia el centro-oeste de California (probablemente hacia el sur hasta el condado de San Luis Obispo), el centro de Nevada y el sur de Utah, desde la costa del Pacífico hacia el este hasta el centro-norte de Wyoming y el oeste de Montana, desde cerca del nivel del mar hasta aproximadamente 3050 m. La distribución es irregular en muchas áreas, particularmente en las franjas sur y este de la gama. Las subpoblaciones disueltas de Charina en las montañas del sur de California ahora se reconocen como una especie distinta, C. umbratica, aunque las especies que se encuentran en las montañas (principalmente en el condado de Kern) al norte de las montañas San Bernardino y San Jacinto es incierto (aquí se incluyen provisionalmente en C. bottae).
Esta especie está representada por muchas ocurrencias, subpoblaciones y ubicaciones. Por ejemplo, Stewart (1977) mapeó más de doscientos sitios de recolección en todo el rango. Se desconoce el tamaño total de la población adulta, pero seguramente excede los 10 000 y probablemente excede los 100 000. Esta serpiente es reservada, pero bajo condiciones apropiadas de temperatura y humedad se hace evidente que es localmente bastante común. En general, la extensión de la ocurrencia, el área de ocupación, el número de subpoblaciones y el tamaño de la población son probablemente relativamente estables.

## Hábitat
El hábitat incluye bosques, chaparrales irregulares, prados y sabanas cubiertas de hierba, generalmente no lejos del agua; también zonas ribereñas en cañones áridos y artemisa en algunas áreas. En general, esta serpiente se encuentra dentro o debajo de troncos o tocones podridos, debajo de rocas o en grietas, o debajo de la corteza de los árboles caídos muertos.

## Amenazas y conservación
La especie no está amenazada en la mayor parte del rango, aunque las amenazas que podría sufrir están relacionadas con áreas de turismo y recreación y tala y cosecha de madera.
Varios individuos se encuentran en parques nacionales y estatales y otras áreas protegidas. Está incluido en el Apéndice II de la CITES.

## Taxonomía
Nussbaum y Hoyer (1974) demostraron que la subespecie utahensis es indistinguible de la subespecie bottae, y consideraron que el concepto «umbratica» no tenía sentido; Collins (1990) aparentemente estuvo de acuerdo con esta opinión y no reconoció ninguna subespecie. En contraste, Erwin (1974) propuso que la subespecie umbratica garantiza el estado de la especie; esta sugerencia no obtuvo el apoyo de otros herpetólogos. Stewart (1977) reconoció dos subespecies (bottae yumbratica) y, a la espera de un estudio adicional, consideró las poblaciones del monte. Stebbins (1985) continuó reconociendo tres subespecies (bottae, utahensis y umbratica). Rodriguez-Robles y col. (2001) utilizaron datos de ADN para examinar la filogeografía de Charina bottae y concluyeron que «C. b. umbratica es un taxón alopatrico genéticamente cohesivo que es diagnosticable morfológicamente» y que «es una unidad evolutiva independiente que debe reconocerse como una especie distinta, Charina umbratica». Los autores reconocieron que existe una mezcla de rasgos bottae y umbratica en las poblaciones de las montañas Tehachapi y el monte Pinos, pero interpretaron esto como polimorfismos ancestrales persistentes. Tampoco encontraron apoyo para reconocer a los utahensis como un taxón válido. Crother y col. (2003) y Crother (2012) enumeraron C. umbratica como especie. El consenso apoya el tratamiento de bottae y umbratica como dos especies separadas y ese tratamiento se sigue aquí.